# Armindo Fonseca
Armindo Fonseca (Rennes, 1 de maig de 1989) és un ciclista francès, professional des del 2011. Actualment corre a l'equip Fortuneo-Vital Concept. En el seu palmarès destaca el Tour de Vendée de 2014.

## Palmarès
- 2006
  - Vencedor d'una etapa al Tour de Valromey
- 2014
  - 1r al Tour de Vendée
  - Vencedor d'una etapa als Boucles de la Mayenne

### Resultats al Tour de França
- 2014. 138è de la classificació general
- 2015. 119è de la classificació general
- 2016. 146è de la classificació general